# Bezirk Rumburg
Der Bezirk Rumburg (tschechisch Okresní hejtmanství Rumburk, politický okres Rumburk) war ein Politischer Bezirk im Königreich Böhmen. Der Bezirk umfasste Gebiete im Böhmischen Niederland im Okres Děčín. Sitz der Bezirkshauptmannschaft war die Stadt Rumburg (Rumburk). Das Gebiet gehörte seit 1918 zur neu gegründeten Tschechoslowakei und ist seit 1993 Teil Tschechiens.

## Geschichte
Die modernen, politischen Bezirke der Habsburgermonarchie wurden 1868 im Zuge der Trennung der politischen von der judikativen Verwaltung geschaffen.
Der Bezirk Rumburg wurde 1868 aus den Gerichtsbezirken Warnsdorf (tschechisch soudní okres Varnsdorf) und Rumburg (Rumburk) gebildet.
Der Gerichtsbezirk Warnsdorf wurde jedoch 1908 als eigenständiger Bezirk vom Bezirk Rumburg abgespalten, weshalb der Bezirk Rumburg in der Folge deckungsgleich mit dem Gerichtsbezirk Rumburg war.
Im Bezirk Rumburg lebten 1869 56.357 Personen, wobei der Bezirk ein Gebiet von 2,9 Quadratmeilen und 18 Gemeinden umfasste.
1900 beherbergte der Bezirk 66.584 Menschen, die auf einer Fläche von 164,19 km² bzw. in 20 Gemeinde lebten.
Der Bezirk Rumburg umfasste 1910 nach der Abspaltung des Gerichtsbezirks Warnsdorf nur noch eine Fläche von 84,81 km² und beherbergte eine Bevölkerung von lediglich 29.817 Personen. Von den Einwohnern hatten 1910 29.220 Deutsch als Umgangssprache angegeben. Weiters lebten im Bezirk 71 Tschechischsprachige und 526 Anderssprachige oder Staatsfremde. Zum Bezirk gehörte ein Gerichtsbezirk mit neun Gemeinden bzw. neun Katastralgemeinden.